# 1930 au Canada
Pour un article plus général, voir Chronologie du Canada.
Cet article traite des événements qui se sont produits durant l'année 1930 au Canada.

## Événements

### Politique
- 19 juin : élection générale albertaine. John Edward Brownlee (United Farmers) est réélu premier ministre de l'Alberta.

- 28 juillet : majorité conservatrice aux élections fédérales.

- 7 août : Richard Bedford Bennett (conservateur) devient premier ministre.

- 22 septembre : loi sur l'assurance-chômage canadienne.

- 11 décembre : sanction de la Loi d’aide aux chômeurs.

### Sport
- 16 au 23 août : Ier jeux de l'Empire britannique à Hamilton, Ontario.
- Fondation du club de football des Blue Bombers de Winnipeg.

### Économie
- 24 mai : à Montréal, inauguration du pont du Havre rebaptisé pont Jacques-Cartier en 1934.
- 1er juillet : ouverture du Château Montebello au Québec.
- Début du Dust Bowl qui va ravager les sols arables des provinces de l'ouest pendant six ans.
- Création du dessert pouding chômeur à une date indéterminée au Québec.

### Science
- 29 juillet au 13 août : Traversée transatlantique du dirigeable R100 vers le Québec et l'Ontario, son seul voyage à l'étranger.

### Culture
- Mai : inauguration du Cabaret Frolics à Montréal avec la vedette américaine Texas Guinan.

#### Chanson
- Ovila Légaré et La Bolduc interprète La bastringue.

#### Livre
- Livre de Alfred DesRochers, À l'ombre de l'Orford.

### Religion
- Canonisation des Martyrs canadiens.
- Érection du diocèse de Gravelbourg.

## Naissances
- 11 janvier : Harold Greenberg, homme d'affaires.
- 12 janvier : Tim Horton, joueur de hockey sur glace.
- 14 janvier : Kenny Wheeler, compositeur de jazz.
- 6 février : Allan King, réalisateur et producteur.
- 5 mars : John Ashley, arbitre officiel de la Ligue nationale de hockey.
- 24 avril : Étienne Gaboury, architecte.
- 8 mai : Edgar Fruitier, comédien et mélomane.
- 24 mai : Robert Bateman, peintre animalier.
- 29 juin : Viola Léger, actrice.
- 6 juillet : George Armstrong, joueur de hockey sur glace.
- 12 juillet : Gordon Pinsent, acteur et réalisateur.
- 9 août : Jacques Parizeau, premier ministre du Québec.
- 2 octobre : Dave Barrett, premier ministre de la Colombie-Britannique.
- 29 octobre : André Bernier, homme politique fédéral provenant du Québec.
- 30 octobre : Timothy Findley, homme de théâtre et écrivain.
- 7 décembre André Gaucher, Militaire de carrière Aviation.

## Décès
- 12 mars : William George Barker, aviateur.
- 3 avril : Emma Albani, cantatrice.